# 幡多村
幡多村（はたそん）は、岡山県上道郡にあった村。現在の岡山市中区の一部にあたる。

## 地理
旭川下流左岸の沖積地に位置し、南部に操山山塊がある。

## 歴史
- 1889年（明治22年）6月1日、町村制の施行により、上道郡関村、赤田村、藤原村、沢田村、高屋村、兼基村、今谷村、清水村が合併して村制施行し、幡多村が発足[1][2]。旧村名を継承した関、赤田、藤原、沢田、高屋、兼基、今谷、清水の8大字を編成[2]。
- 1954年（昭和29年）4月1日、岡山市に編入され廃止[1][2]。

## 産業
- 農業[2]

## 交通

### 鉄道
- 1912年（明治45年）西大寺軽便鉄道（西大寺鉄道）が開通し関駅、二本松（藤原）駅開設[2]。

### 道路
- 旧山陽道（現国道2号）[2]